# Sakuma Morimasa
Sakuma Morimasa est un nom japonais traditionnel ; le nom de famille (ou le nom d'école), Sakuma, précède donc le prénom (ou le nom d'artiste).
Sakuma Morimasa (佐久間 盛政, 1554-1er juillet 1583) est le fils de Sakuma Moritsugu, cousin de Sakuma Nobumori, important vassal Oda d'Oda Nobuhide et Oda Nobunaga. Il naît dans ce qui est  de nos jours l'arrondissement de Shōwa-ku à Nagoya (situé dans le district d'Aichi de la province d'Owari). C'est un obligé de Shibata Katsuie et l'un de ses meilleurs généraux dans plusieurs de ses campagnes. Morimasa reçoit d'Oda Nobunaga l'ancienne forteresse Oyama Gobo de la secte ikko située dans l'actuelle préfecture de Kaga. La forteresse est ensuite nommée château d'Oyama en 1580 puis château de Kanazawa. Après plusieurs campagnes auxquelles il participe, il reçoit le surnom d'« Oni Genba » qui signifie littéralement « Démon Genba », Genba étant son deuxième prénom.

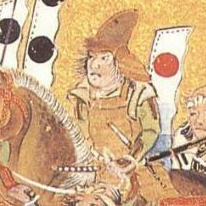
Sakuma Morimasa.

Après la trahison d'Akechi Mitsuhide qui entraîne la mort d'Oda Nobunaga et de son héritier Oda Nobutada lors de l'incident du Honnō-ji, Morimasa se range du côté de Shibata Katsuie pour faire d'Oda Nobutaka (le troisième fils de Nobunaga) l'héritier du clan Oda alors que Hashiba Hideyoshi (plus tard Toyotomi Hideyoshi) soutient Sanboshi. Sanboshi est l'héritier d'Oda Nobutada et encore un enfant à ce moment-là. Cette dispute conduit à la scission des obligés du clan Oda en deux factions principales dirigées par Shibata Katsuie et Hashiba Hideyoshi.
Les armées des deux factions en viennent à la guerre. En 1583, Morimasa mène une offensive contre Takayama Ukon à Iwasakiyama. Morimasa enfreint les ordres de Shibata Katsuie et vainc Nakagawa Kiyohide à la bataille de Shizugatake en 1583, ignore encore les ordres de Shibata Katsuie, ce qui le conduit à sa défaite comme les forces de Toyotomi Hideyoshi qui arrivent le lendemain matin. Morimasa ignore continuellement les ordres de se retirer et n'abandonne pas son poste où il s'est engagé avec l'ennemi. Malgré ses appels à des renforts, il est finalement défait. Morimasa tente alors de s'enfuir mais est capturé et décapité.
La charge de Morimasa est l'étincelle nécessaire pour déclencher la bataille de Shizugatake où les troupes de Hideyoshi sont en mesure de réprimer toute résistance dirigée par Maeda Toshiie et empêchent le soutien de Sassa Narimasa et Takigawa Kazumasu. En tout, les troupes de Hideyoshi se montent à 120 000 hommes alors que les troupes de Shibata Katsuie comptent seulement 25 000 soldats. Ce déséquilibre des forces contraint finalement Shibata Katsuie à commettre seppuku avec son épouse, dame Oichi (sœur cadette de Nobunaga), à la suite de la trahison de Maeda Toshiie.

## Source de la traduction
- (en) Cet article est partiellement ou en totalité issu de l’article de Wikipédia en anglais intitulé « Sakuma Morimasa » (voir la liste des auteurs).